# Colar de cavalo

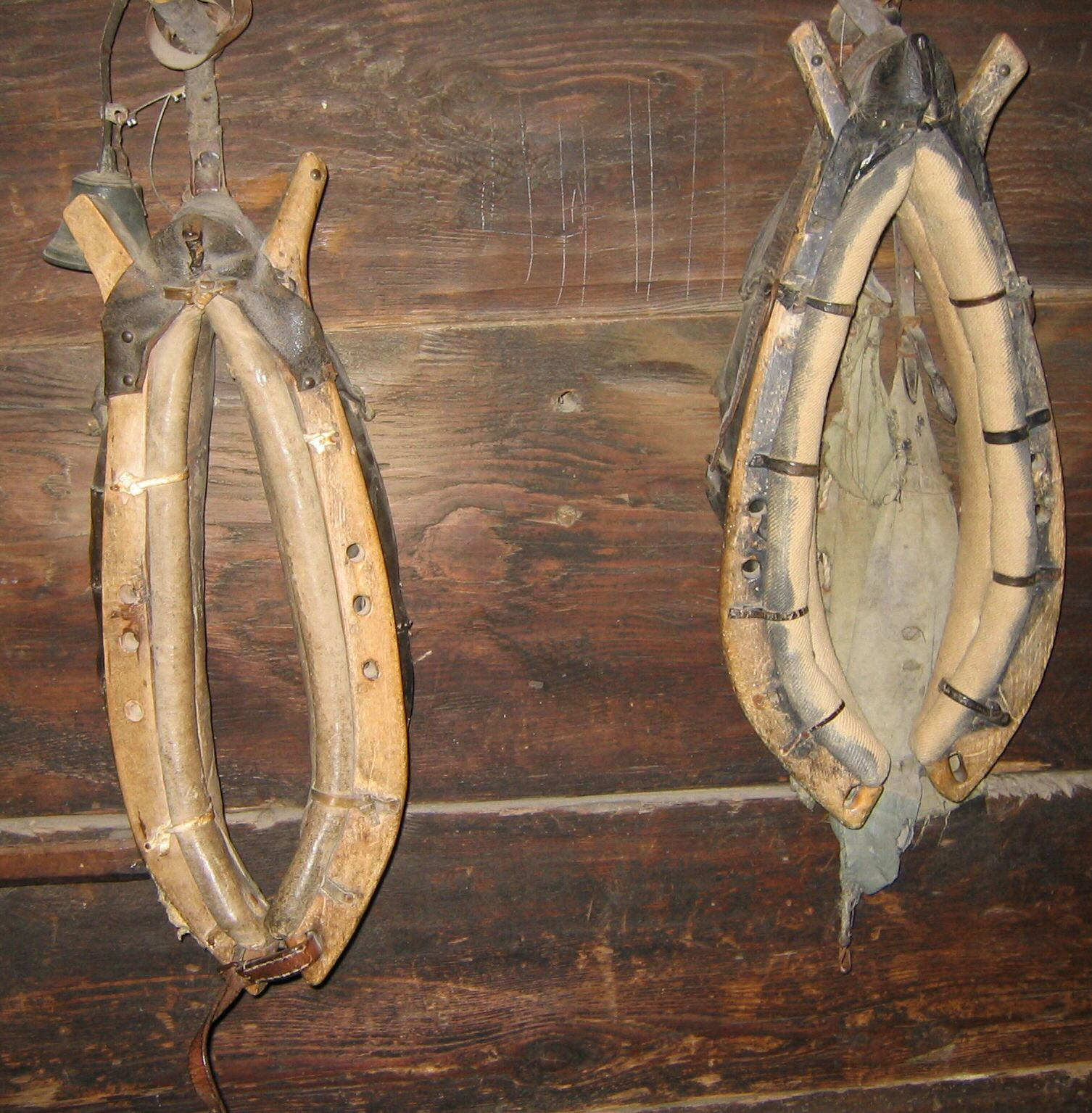
Dois colares de cavalo com homes

Um colar de cavalo é uma parte do arreio usado para distribuir a carga em volta do pescoço e ombros de um cavalo ao puxar uma carroça ou arado. O colar frequentemente apoia um par de peças metálicas ou de madeira curvadas, chamadas hames, em que a meada do chicote está ligada. Os colares permitem ao cavalo usar toda sua força ao puxar, essencialmente permitindo que ele avance com os quartos traseiros no colar, ao invés de puxar com seus ombros, como seria exigido se usasse uma parelha ou couraça. O colar é também uma melhoria da parelha, uma vez que reduz a pressão na traqueia.
Desde o momento de sua invenção, os cavalos tornaram-se extremamente valiosos para o sucesso da agricultura e para puxar veículos pesados. Quando aproveitado com o colar, o cavalo poderia fornecer um esforço de trabalho 50% maior de pés-libras por segundo devido a sua maior velocidade em relação ao boi, bem como por ter maior resistência e habilidade para trabalhar mais horas em um dia.. O colar de cavalo foi importante no desenvolvimento da Europa, pois possibilitou a substituição dos bois por cavalos para arar, o que impulsionou a economia, reduziu a dependência da agricultura de subsistência, e permitiu o desenvolvimento da indústria, educação e artes na ascensão das cidades baseadas no mercado.

## História

### Predecessores do colar de cavalo

#### Primeiros predecessores

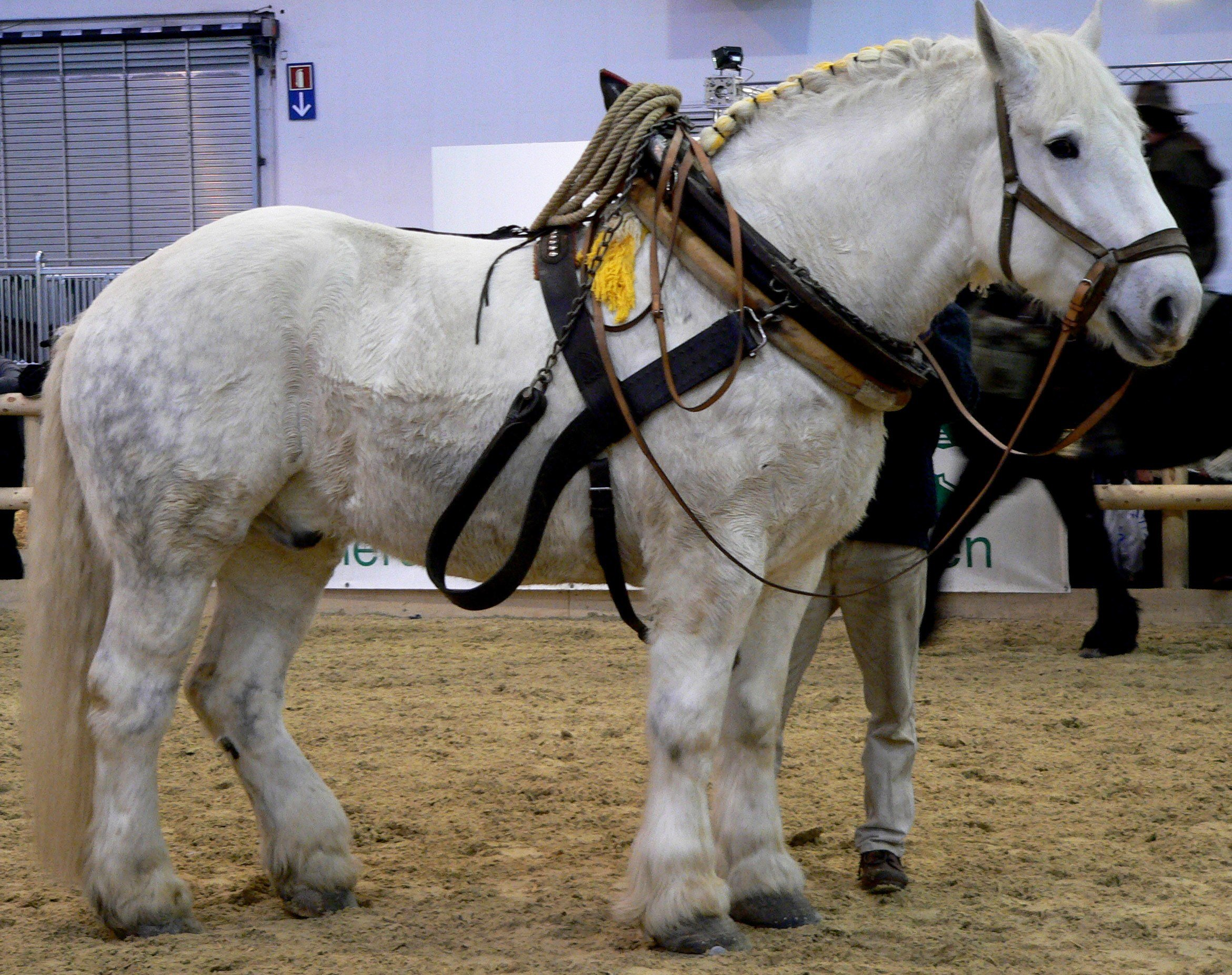
Cavalo de tiro moderno usando um colar de cavalo

Muito antes do colar de cavalo, havia um arreio garganta-cilha menos eficiente. Podia ser encontrado em muitas civilizações antigas, e chamou a atenção dos membros da esfera intelectual europeia do começo do século XX, como o oficial da cavalaria francesa Richard Lefebvre des Noëttes. Esta tipo de colar foi conhecido na antiga Caldeia (III milênio a.C.), Suméria e Assíria (1 400−800 a.C.), no Império Novo do Antigo Egito (1 570−1 070 a.C.) na China da dinastia Shang (1 600−1 050 a.C.), na Creta minoica (2 700−1 450 a.C.), na Grécia Clássica (550−323 a.C.) e na Roma Antiga (510−476 a.C.).
Como este antigo arreio, charruas e carroças eram puxadas usando chicotes que tinham cintas planas em todo o pescoço e o peito do animal, com a carga atada no topo do colar, acima do pescoço, de uma maneira similar a parelha. Estas tiras pressionavam contra o músculo esterno-cefálico e traqueia do cavalo o que restringia sua respiração e reduzia o poder de puxar. Assim, quanto mais um cavalo puxava, mais forte sufocava sua respiração. Devido a estas limitações físicas, deu-se preferência pelo uso dos bois ao invés dos cavalos para trabalho pesado, uma vez que não tinham problema devido as diferenças anatômicas e poderiam ser atrelados à suas cargas.

#### Arreio couraça
O projeto do arreio garganta-cilha não foi aprimorado até o arreio peito-cinta chinês ou "couraça" ser desenvolvido durante o período dos Reinos Combatentes (481−221 a.C.) na China. Sua primeira descrição na arte foi em caixas de cerâmica laca no antigo Império Chu. Este tipo de arreio colocava pressão sobre o esterno, onde a linha de tração é diretamente ligada com o sistema esquelético do cavalo, permitindo o esforço quase total. Esteve em uso universal na época da dinastia Han (202 a.C.-220 d.C.), sendo representado em centenas de diferentes esculturas, relevos em pedra e tijolos estampados mostrando-o em cavalos puxando carroças. Este tipo de de arroio ficou conhecido na Ásia Central e entre os ávaros, magiares, boêmios, polacos e russos durante os século VII-X. Após a Ásia Central, foi encontrado na Europa pelo século VIII (em arte representativa), e tornou-se mais difundido após o século IX (por exemplo, uma descrição em tapeçaria no barco de Oseberga).
O problema com o arreio couraça foi que os eixos reais do carrinho, carroça ou outro veículo são ligados a uma sobrecilha em torno do cano do cavalo. Este arreio tinha principalmente a função de evitar que a sobrecilha escorregasse para trás, e não a de empurrar. Isto resultou que o cavalo literalmente puxava a carga, uma utilização menos eficiente do animal.

### Desenvolvimento do colar

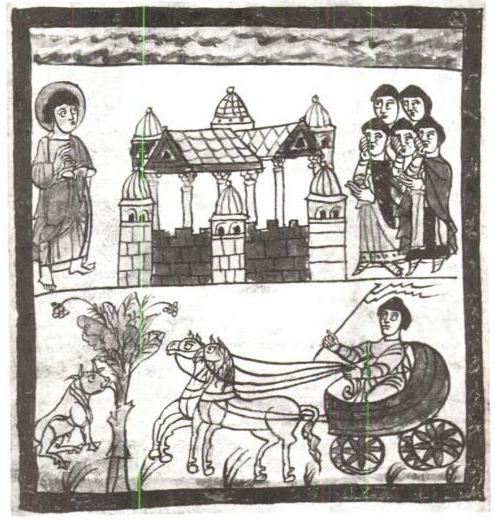
Representação mais antiga de um colar de cavalo europeu

Após o arreio couraça, a próxima e última etapa evolucionária foi o arreio de colar. O colar permitiu ao cavalo usar toda sua força ao puxar, essencialmente permitindo a ele puxar com seus quartos traseiros no colar. Quando aproveitado com o colar, o cavalo poderia fornecer um esforço de trabalho 50% maior de pés-libras por segundo devido a sua maior velocidade em relação ao boi, bem como por ter maior resistência e habilidade para trabalhar mais horas em um dia. A associação secular dos europeus com o colar permitiu uma transição mais fácil do arado baseado em bois por aquele com cavalos.
O arreio de colar foi totalmente desenvolvido durante as dinastias do Norte e do Sul da China no século V. A primeira representação questionável dele na arte aparece em pinturas de tijolos moldados duma tumba de Bao Sanniang em Zhaohua, na atual província de Sujuão, datada da era dos Três Reinos (220-265). Estas pinturas exibem um cavalo amplamente acolchoado com nenhum sinal de parelha. Contudo, a mais antiga descrição legítima dele na arte está em um mural da caverna Dunhuang (caverna 257) da dinastia Wei do Norte, datado de 477-499. Nesta pintura a barra transversal arqueada é clara, mas o artista falhou em mostrar claramente o colarinho acolchoado por trás dele, sem o qual o projeto inteiro teria sido inútil. O mesmo projeto básico parece ter sido pintado em afrescos chineses, um de 520-524 (com veios de projeção atrás do peito do cavalo para tração do esterno) e outro ca. 600 (dinastia Sui).
A descrição da dinastia Sui (na caverna 302) é de interesse particular, desde sua descrição do colar de cavalo não é apenas mais precisa (o mesmo é visto até hoje no norte e noroeste da China), mas é usada por um camelo. Os chineses usaram frequentemente camelos do século II a.C. em diante durante a dinastia Han, e houve mesmo um corpo de camelos servindo o exército na fronteira da bacia do Tarim. Contudo, o colar para cavalo adaptado para camelos não teria sido comum até o século VI. Na caverna 156, há uma pintura panorâmica da dinastia Tang do governador geral e provincial Zhang Yichao cavalgando triunfante após a recaptura e conquista da região de Dunhuang do Império Tibetano em 834. De acordo com a evidência fornecida pelo Dr. Chang Shuhong a data da pintura é precisamente 851, ainda que Needham aponte que há consenso universal entre os historiadores de que foi pintada em algum tempo entre ca. 840-860. Esta última pintura retrata com precisão o colar de cavalo, com um colar bem acolchoado vindo abaixo do peito e subindo por trás da barra transversal.
O colar de cavalo espalhou-se para a Europa ca. 920, e tornou-se universal pelo século XII. Os escandinavos estiveram entre os primeiros a utilizar o colar que não restringia as vias respiratórias dos cavalos. Antes deste, os bois ainda mantiveram-se como principal escolha animal para o trabalho agrícola, já que os antigos arreios e coleiras poderiam ser usados apenas por eles sem penalidade física. Adicionalmente, a parelha usada nos bois foram feitas exclusivamente para cada animal. Contudo foi às vezes difícil cultivar a terra; baseado nas condições do solo, pode ter tomado até dezesseis bois para efetivamente usar um único arado pesado. Após a introdução do colar de cavalo na Europa e seu uso tornou-se evidente por 1000, o uso de cavalos para arar tornou-se mais difundido. Com o colar, combinado com a ferradura, o arado pesado, e outros desenvolvimentos do sistema agrícola, a eficiência do camponês europeu na produção de alimentos aumentou, permitindo um maior desenvolvimento no continente. O superávit em alimentos permitiu especialização do trabalho com fazendeiros podendo mudar a ocupação e foco deles para outras habilidades, tais como a compra e venda de bens, resultando na emergência de uma classe mercantil dentro da sociedade europeia. O colar de cavalo foi um dos fatores do fim do sistema feudal e a transição da Idade Média.

## Estudos sobre o peso puxado
O oficial da cavalaria francesa Lefebvre des Noëttes experimentou com o antigo arreio garganta-cilha ena comparação com o posterior arreio couraça e finalmente a forma madura do colar de cavalo medieval. Em seu experimento de 1910, ele descobriu que dois cavalos (ajudados por tração efetiva) usando o arreio garganta-cilha foram limitados a puxar ca. 1100 ibs (½ ton). Contudo, um único cavalo com o mais eficiente colar poderia desenhar um peso de ca. 1½ tons.
No entanto, os resultados de Lefebvre des Noëttes não estiveram sem objeções, notadamente o argumento de que eles foram um antigo colar de cavalo parcial, um sistema de parelha dorsal, datado da Roma Antiga, e que os projetos de Lefebvre não refletiam com precisão os realmente utilizados, mas sim criou um projeto impreciso que foi menos eficiente que qualquer arreio antigo efetivamente utilizado. Enquanto os experimentos de Lefebvre demonstraram claramente que o projeto garganta-cilha cortava o ar deles, imagens de arte antiga e parelhas parciais encontradas por arqueólogos sugerem que com bom posicionamento e a adição de um jugo parcial duro, a couraça permaneceu no peito, e o vento não foi de fato cortava enquanto puxava. Outros estudos realizados em 1977 por Spruytte e Littauer, seguidos por Georges Raepsaet, com mais precisão reconstruíram antigos projetos que sugerem que cavalos com projetos de arreio antigos poderiam puxar quase tanto quanto com o mais moderno colar de cavalo. O principal benefício para o uso do colar de cavalo moderno, argumenta-se, foi que permitiu um ponto mais baixo de ligação e assim aumentou a usabilidade dos cavalos para arar.